# 카르누테스족

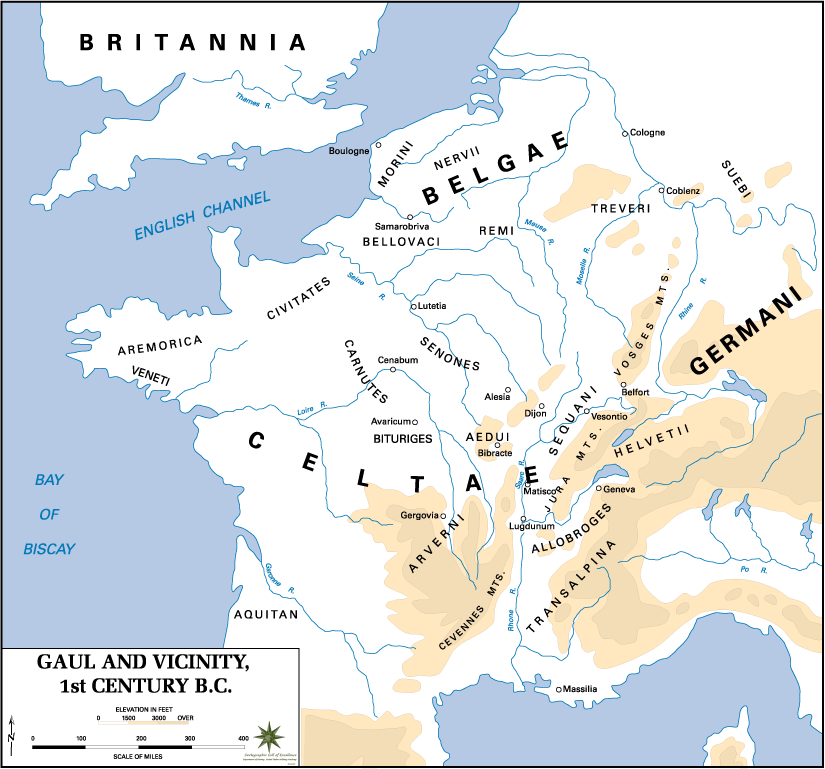
기원전 1세기경의 갈리아 부족의 세력

카르누테스족(Carnutes)은 기원전 1세기경 갈리아 중부에 살던 갈리아 부족중의 하나이다. 그들은 당시에 케나붐으로 불리던 오늘날 프랑스 오를레앙을 중심으로 살고 있었고 중심도시는 샤르트르이다. 샤르트르 도시의 이름은 바로 이 부족의 이름에서 유래하였다.
기원전 5년경 로마 제국의 율리우스 카이사르는 카르누테스족의 왕으로 타스게티우스(Tasgetius)를 세웠으나 통치 3년째인 기원전 54년에 로마에 반기를 든 반란군에 의해 살해 되었다. 이듬해에는 케나붐(현재의 오를레앙)에 있던 모든 로마의 상인들과 카이사르의 부하장교가 카르누테스족에 의해 학살당하는 일이 일어났다. 이에 대한 반격으로 케나붐은 카이사르에 의해 불태워졌고 모든 남자는 죽고 아녀자들은 노예로 팔렸다.
그러나 카르누테스족은 로마에 굴복하지 않고 기원전 52년에 일어난 베르킨게토릭스의 갈리아 총궐기에 참여해 로마에 맞섰다. 알레시아 공방전 당시 카르누테스족은 알레시아에서 농성하는 베르킨게토릭스를 돕기 위해 12,000명의 병력을 파병하였으나 로마의 연합군에 의해 패배하였다.
이후 아우구스투스 황제의 치세때 그들은 갈리아 루그두넨시스 주민들의 하나로 인정되었고 이후 푀데라티로 승격해 일정부분 자치권을 가지게 되었다. 케나붐은 275년 아우렐리아누스 황제의 치세때 다시 아우레리움으로 개조되어 오늘날 오를레앙이 되었다.

## 같이 보기
- 갈리아의 부족들
- 갈리아 전쟁